# Raduga Ch-22
Ch-22 Burja (ryska: Х-22 Буря (storm), NATO-rapporteringsnamn: AS-4 Kitchen) är en sovjetisk (numera rysk) kryssningsrobot utvecklad för bombflygplanet Tupolev Tu-22 Blinder. Kombinationen Tu-22 och Ch-22 gick under namnet K-22 (Komplex 22).

## Utveckling
Utvecklingen initierades av ett dekret från ministerrådet 17 april 1958 där det beslutades att Sovjetunionen skulle utveckla ett vapensystem bestående av bombflygplan och robotar med överljudsprestanda kapabla att slå ut välförsvarade mål både i västeuropa och på nordatlanten, till exempel flygbaser och hangarfartyg. Designbyrån Raduga (regnbåge) under ledning av Alexandr Bereznjak fick uppdraget att konstruera roboten.
Roboten var ett stort kliv framåt jämfört med dess föregångare Raduga K-10S. Bland annat försågs roboten med en raketmotor med flytande bränsle som gjorde att den kunde flyga i mach 3,4 på över 22 000 meters höjd, bortom räckvidd för alla då existerande luftvärnssystem. Den höga hastigheten gjorde att delar av flygkroppen behövde konstrueras i rostfritt stål och titanlegeringar. Metoderna att svetsa i titan var ännu inte utvecklade vilket ledde till sprickbildningar i flygkroppen. Ett annat problem var att tillverka en noskon som både tålde påfrestningarna och som var genomsläppligt för radiovågor.

### Provskjutningar
Även provskjutningarna drabbades av svårigheter. Den svåraste inträffade vid den första provskjutningen med en skarpladdad kärnvapenbärande robot. Roboten kom ur kurs och försöken att fjärrutlösa den misslyckades. Efter att bränslet tagit slut kraschlandade roboten i en dal på Novaja Zemlja. Trots att man inte visste om kärnladdningen kunde detonera skickades ingenjörstrupper fram för att anbringa sprängladdningar på roboten. Laddningarna utlöstes senare via en 15 km lång kabel.
Den största källan till problem var motorn. Roboten tankades med 1015 kg trietylamin och 3050 kg röd rykande salpetersyra. Blandningen är hypergolisk och ett läckage kan få katastrofala följder. Personalen som tankade robotarna bar skyddsdräkter för kemisk krigföring och roboten sanerades utvändigt mellan tankning av bränsle och oxidationsmedel. På grund av riskerna var robotarna ytterst sällan tankade i fredstid.

### Tillverkning och uppgradering
Trots svårigheterna påbörjades serieproduktion 1966. Bereznjak tilldelades 1971 Sovjetunionens statliga pris för sina ansträngningar att få roboten i produktion. Samma år togs också roboten i tjänst i Sovjetiska flygvapnet.
Ukraina har sedan tidigare skrotat sina 423 st. I maj 2018 gav ryska försvarsministeriet uppdraget att deras missiler, som avvecklades i början av 2000-talet, skulle uppgraderas för 300 miljoner rubler.

## Varianter
- Ch-22PG – Sjömålsrobot med radarmålsökare.
- Ch-22PSI – Kärnvapenbärande robot med tröghetsnavigering.
- Ch-22P – Anti-radarrobot med splitterladdning.
- Ch-22M – Sjömålsrobot med tröghetsnavigering, aktiv radarmålsökare och pansarbrytande sprängladdning.
- Ch-22MA – Kärnvapenbärande robot med tröghetsnavigering.
- Ch-22MP – Anti-radarrobot med tröghetsnavigering och splitterladdning.
- Ch-22N – Sjömålsrobot med tröghetsnavigering, aktiv radarmålsökare.
- Ch-22NA – Kärnvapenbärande robot med tröghetsnavigering och terrängföljande radar.

| En Ch-22 under buken på en Tu-22M. |  | En Ch-22 destrueras som en följd av nedrustningsavtalet START I. |
| En Ch-22 under buken på en Tu-22M. |  | En Ch-22 destrueras som en följd av nedrustningsavtalet START I. |